# Гагаузи в Молдова
Гагаузите са четвърта по численост етническа група в Молдова. Според преброяването от 2004 година те са 151 596 души, като съставляват 3,8 % от населението на страната.
Гагаузите официално имат особен правен статут – Гагаузия или Гагауз Ери (гагаузка земя) (приет от 23 декември 1994 г. със закон № 344 XIII), като териториално автономно образование, влизащо в състава на Молдова. Областта има свое правителство – „башканат“, и свой президент – „башкан“, химн, знаме. Столицата на Гагаузия е град Комрат. За национален език на гагаузката автономия е избран гагаузкият с латинска графика. Прегледът на държавната документация в тази автономна област показва, че тук функционират три езика: румънски (държавен), гагаузки (национален) и руски (език на общуване). Гагаузите населяват компактно районите – Комратски, Чадър-Лунгски и Вулканещки.

## Численост
|      | Население | Дял   |              |
| ---- | --------- | ----- | ------------ |
| 1817 | 900       | 0,2 % | Безизменение |
| 1856 | 18 000    | 1,8 % | 1900,0 %     |
| 1897 | 55 790    | 2,9 % | 209,9 %      |
| 1930 | 98 172    | 3,4 % | 76,0 %       |
| 1941 | 115 700   | 4,9 % | 17,8 %       |
| 1959 | 95 856    | 3,3 % | 17,1 %       |
| 1970 | 124 902   | 3,5 % | 30,3 %       |
| 1979 | 138 000   | 3,5 % | 10,5 %       |
| 1989 | 153 458   | 3,5 % | 11,2 %       |
| 2004 | 151 596   | 3,8 % | 1,2 %        |

## История
През 90-те години на 20 век за гагаузите все повече се говори, когато етнокултурната картина в рамките на Молдова се усложнява с провъзгласяването на Гагаузката автономна република на 19 август 1990 година (през 1994 година е призната официално от правителството на Република Молдова).
При заселването и разселването на българските преселници в Бесарабия руското императорско правителство методично и „перспективно“ е създавало селищата „през едно“, т.е. едно българско, а следващото – гагаузко или молдовско. Всъщност принципът за контрол чрез разделяне при създаването на селищата показва своята ефикасност и много по-късно – през 1991 година, когато след разпадането на СССР и идването на власт в Молдова на Народния фронт, борещ се за обединение с Румъния, възникват двете автономни образования (Гагаузия и Приднестровие). Държавните управници изпращат 40 автобуса с въоръжени молдовски „волонтири“, които имат за цел да „накажат“ бунтовниците в Комрат. По този повод сред населението от 90-те години на 20 век до днес битува следният подигравателен израз: „Молдовските бикове нахълтаха в южната част на Буджакската степ, а там на границата ги очакваха въоръжени с ятагани гагаузките еничари“. Всъщност този израз носи намек за тогавашната протурска политика на гагаузкото правителство. Българоезичната група по това време защитава своите селища, докато управниците заемат изчакваща и неутрална позиция.

## Език
Гагаузите са тюркоезични християни. Те живеят и в пограничните с Молдова райони на Украйна. В Молдова и в Украйна тази общност говори предимно на гагаузки език (който придобива официална азбука през 1957 г.). Български език гагаузите знаят предимно в смесените села (гагаузки и български).